# Neil Alberico
Neil Alberico (* 7. Oktober 1992 in Los Gatos, Kalifornien) ist ein US-amerikanischer Automobilrennfahrer.

## Karriere
Alberico begann seine Motorsportkarriere 2004 im Kartsport, in dem er bis 2011 aktiv blieb. Nachdem er 2009 und 2010 bereits an einzelnen lokalen Formelsport-Rennen in den Vereinigten Staaten teilgenommen hatte, debütierte er 2011 in der britischen Formel Ford. Er beendete die Saison auf dem neunten Gesamtrang.
2012 kehrte Alberico in die Vereinigten Staaten zurück und erhielt bei JDC Motorsports ein Cockpit für die U.S. F2000 National Championship. Er wurde Siebter der Winter- und der Hauptserie. Nach dem Ende der Saison nahm er für Cape Motorsports w/ Wayne Taylor Racing an zwei Rennen der F1600 Championship Series teil, wobei er beide Male Dritter wurde. 2013 bestritt Alberico auch die U.S. F2000 National Championship für Cape Motorsports w/ Wayne Taylor Racing. Von den sechs Rennen entschied er fünf für sich und wurde einmal Zweiter. Er gewann die Meisterschaft mit 186 zu 157 Punkten vor seinem Teamkollegen Scott Hargrove. Auch in der Hauptserie war Alberico mit sechs Siegen der Fahrer mit den meisten gewonnenen Rennen. Dennoch unterlag er hier Hargrove mit 277 zu 294 Punkten und wurde Gesamtzweiter.
2014 begann Alberico in der Toyota Racing Series in Neuseeland. Für Victory Motor Racing startend erreichte er den 15. Gesamtrang. Anschließend fuhr er für Cape Motorsports w/ Wayne Taylor Racing in der Pro Mazda Championship. Hargrove war erneut sein Teamkollege. In der Winterserie lag Alberico am Saisonende auf dem neunten Platz, während Hargrove Gesamtzweiter war. In der Hauptserie waren drei zweite Plätze die besten Ergebnisse von Alberico. Die Meisterschaft schloss er eine Position hinter Hargrove auf dem dritten Platz ab. 2015 bestritt Alberico seine zweite Saison in der Pro Mazda Championship für Cape Motorsports w/ Wayne Taylor Racing. Er gewann vier Rennen und stand insgesamt achtmal auf dem Podium. Mit 302 zu 355 Punkten unterlag er Santiago Urrutia und wurde Gesamtzweiter.
2016 wechselte Alberico zu Carlin in die Indy Lights. Während sein Teamkollege Ed Jones die Meisterschaft gewann, erreichte er mit einem fünften Platz als beste Einzelplatzierung die elfte Position im Gesamtklassement.

## Persönliches
Albericos Urgroßeltern emigrierten aus Italien in die Vereinigten Staaten und änderten damit ihren Nachnamen von Alberigo in Alberico. Zu seiner Zeit im europäischen Motorsport teilte er sich eine Wohnung mit Felix Serralles.

## Statistik

### Karrierestationen
| - 2004–2011: Kartsport - 2011: Britische Formel Ford (Platz 9) - 2012: U.S. F2000 National Championship, Winter (Platz 7) - 2012: U.S. F2000 National Championship (Platz 7) | - 2012: F1600 Championship Series (Platz 17) - 2013: U.S. F2000 National Championship, Winter (Meister) - 2013: U.S. F2000 National Championship (Platz 2) - 2014: Toyota Racing Series (Platz 15) | - 2014: Pro Mazda Championship, Winter (Platz 9) - 2014: Pro Mazda Championship (Platz 3) - 2015: Pro Mazda Championship (Platz 2) - 2016: Indy Lights (Platz 11) |

### Einzelergebnisse in der Indy Lights
| Jahr | Team   | 1   | 2   | 3   | 4   | 5   | 6    | 7    | 8    | 9   | 10  | 11  | 12  | 13  | 14  | 15  | 16  | 17  | 18  | Punkte | Rang |
| ---- | ------ | --- | --- | --- | --- | --- | ---- | ---- | ---- | --- | --- | --- | --- | --- | --- | --- | --- | --- | --- | ------ | ---- |
| 2016 | Carlin | STP | STP | PHO | BAR | BAR | INDY | INDY | INDY | ROA | ROA | IOW | TOR | TOR | MDO | MDO | WGL | LAG | LAG | 193    | 11.  |
| 2016 | Carlin | 12  | 15  | 9   | 12  | 14  | 11   | 13   | 7    | 11  | 11  | 11  | 12  | 8   | 12  | 8   | 5   | 6   | 10  | 193    | 11.  |